# Phoneyusa chevalieri
Phoneyusa chevalieri är en spindelart som beskrevs av Simon 1906. Phoneyusa chevalieri ingår i släktet Phoneyusa och familjen fågelspindlar. Inga underarter finns listade i Catalogue of Life.